# Kloster Wallerstein
Das Kloster Wallerstein ist ein ehemaliges Kloster der Piaristen und späteres Kloster der Englischen Fräulein in Wallerstein in Bayern in der Diözese Augsburg.

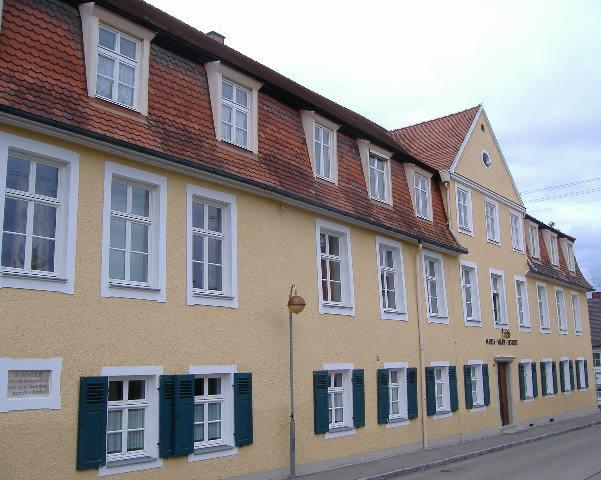
Hauptgebäude des ehemaligen Klosters

## Geschichte
Das St. Anna geweihte Kloster wurde 1761 durch Graf Philipp Karl von Oettingen-Wallerstein gegründet; es wurde 1803 im Zuge der Säkularisation aufgelöst.
1859 entstand im Marktflecken Wallerstein eine kleine Niederlassung der „Englischen Fräulein“. Drei Schwestern kamen von Mindelheim und übernahmen die Mädchenvolksschule, die im sogenannten Klösterle untergebracht war. 1866 ging das Areal in den Besitz der „Englischen Fräulein“ über. Um die Jahrhundertwende eröffnete das Kloster noch ein sechsklassiges Lyzeum. Auch im Kindergarten waren Schwestern tätig. In der Zeit des Nationalsozialismus mussten die Klosterfrauen ihre Verantwortung für die Bildung und Erziehung der Jugend einstellen. Nach dem Zweiten Weltkrieg konnte im Februar 1946 wieder von den Maria-Ward-Schwestern eine Mädchenmittelschule eröffnet werden, die Anfang der 1960er Jahre zur Mädchenrealschule Wallerstein umgestaltet wurde.
Seit dem 1. Januar 2004 dürfen sich die Maria-Ward-Schwestern „Congregatio Jesu“ nennen. Die letzten sechs Schwestern sind nach Übergabe der Schule im Herbst 2008 in andere Häuser des Ordens umgesiedelt.